# Yamada Arinobu
Yamada Arinobu (山田 有 信, 1544 - 15 de junho de 1609) foi um retentor do clã Shimazu durante o período Edo. Ele serviu sob Shimazu Takahisa e depois sob Shimazu Yoshihisa. Em 1568, ele se tornou um Karō por seus serviços.
Em 1578, Ōtomo Yoshishige atacou o clã Shimazu, Arinobu reuniu 500 tropas para se manter no Castelo Takajo. Na Batalha de Mimigawa que se seguiu, o exército Shimazu derrotou o Otomo, que recuou sob pesadas perdas.